# Irene Usabiaga Balerdi
Irene Usabiaga Balerdi (22 de setembre de 1993 a Ordizia, Guipúscoa) és una ciclista basca que competeix en ciclisme en pista.
El 2015 va aconseguir la medalla de bronze als Campionats d'Europa celebrats a Grenchen a la prova d'eliminació.
La seva germana Ana també es dedica al ciclisme.

## Palmarès en pista
- 2011
  -  Campiona d'Europa júnior en Scratch
- 2012
  -  Campiona d'Espanya en Puntuació
  -  Campiona d'Espanya en Persecució per equips (amb Olatz Ferrán i Ana Usabiaga)
- 2013
  -  Campiona d'Espanya en Persecució
- 2014
  -  Campiona d'Espanya en Persecució
  -  Campiona d'Espanya en Puntuació
  -  Campiona d'Espanya en Persecució per equips (amb Ane Iriarte, Eider Unanue i Ana Usabiaga)
- 2015
  -  Campiona d'Espanya en Persecució per equips (amb Ziortza Isasi, Naia Leonet i Ana Usabiaga)
  - 1a als Tres dies d'Aigle en Scratch
  - 1a al Trofer CAR en Òmnium
- 2016
  -  Campiona d'Espanya en Persecució per equips (amb Ziortza Isasi, Ane Iriarte i Eukene Larrarte)
- 2017
  -  Campiona d'Espanya en Persecució per equips (amb Ziortza Isasi, Ane Iriarte i Ana Usabiaga)

## Palmarès en ruta
- 2010
  -  Campionat d'Espanya júnior en ruta